# Stilpnus
Stilpnus is een geslacht van insecten uit de orde vliesvleugeligen (Hymenoptera) en de familie Ichneumonidae.

## Soorten
- S. adanaensis Kolarov & Beyarslan, 1994
- S. analogus Forster, 1876
- S. blandus Gravenhorst, 1829
- S. bottnicus Jussila, 1987
- S. crassicornis Thomson, 1884
- S. deplanatus Gravenhorst, 1829
- S. dryadum Curtis, 1832
- S. fallax (Forster, 1876)
- S. gagates (Gravenhorst, 1807)
- S. gagatiformis Jussila, 1988
- S. grassator Jussila, 1988
- S. henryi Jussila, 1988
- S. japonicus Jussila, 1988
- S. laevis Provancher, 1882
- S. leptomerus Forster, 1876
- S. linearis (Forster, 1876)
- S. major (Forster, 1876)
- S. mediocris Forster, 1876
- S. melanarius (Forster, 1876)
- S. montanus (Forster, 1876)
- S. monticola (Forster, 1876)
- S. nigricornis Jussila, 1988
- S. novitius Forster, 1876
- S. oligocenus Cockerell, 1921
- S. oligomerus (Forster, 1876)
- S. oreophilus (Forster, 1876)
- S. parvulus Forster, 1876
- S. pavoniae (Scopoli, 1763)
- S. rectangulus Roman, 1918
- S. rossicus Jussila, 1987
- S. subcoriaceus (Forster, 1876)
- S. subimpressus Forster, 1876
- S. subzonulus Forster, 1876
- S. taiwanensis Jussila, 1988
- S. tenebricosus (Gravenhorst, 1829)
- S. vicinus Jussila, 1988